# Dergács Ferenc
Dergács Ferenc (Budapest, 1922. november 30. – Budapest, 1981. április 5.) gazdasági vezető, élelmezésügyi miniszterhelyettes.

## Élete
Apja mészárossegéd, majd ószeres volt. Középiskolai tanulmányai után 1940-ben tett érettségi vizsgát, majd a Révai Testvérek Irodalmi Intézet Rt. munkatársaként kezdte pályáját, ahol 1940–1944 között dolgozott mint kiadóhivatali tisztviselő. 1944 októberében behívták katonának, a fronton szovjet hadifogságba esett, ahonnan csak 1947 nyarán került haza. 1947–1949 között korábbi munkahelyén, a Révai Nyomdában kapott munkát mint főkönyvelő, majd mint központi ellenőrzési osztályvezető, ezt követően pedig a Nyomdaipari Központ ellenőrzési osztályvezetője lett. Már ebben az időben párttag is lett, előbb az MSZDP-ben, majd az MKP-be átlépve, a két párt egyesülését követően pedig az MDP-ben.
1949 novemberében a Könnyűipari Minisztérium dohányipari főosztályára került, pénzügyi osztályvezetői beosztásba, majd a következő évben a tárca irányításában működő Gazdasági Műszaki Akadémia pénzügyi tagozatának vezetője, illetve a Vörös Akadémia előadója és szemináriumvezetője lett. 1951-ben Veszprém megye begyűjtési miniszteri biztosává, majd a Belkereskedelmi Minisztérium főkönyvelőségének revíziós osztályvezetőjévé nevezték ki, ugyanabban az évben mérlegképes könyvelői képesítést is szerzett.
1952-ben az élelmiszer-gazdálkodás és -forgalom tervügyeinek referensévé tették meg, majd 1953–1963 között az Országos Tervhivatal élelmiszeripari és felvásárlási főosztályát vezette; ebben az időszakban közgazdaság-tudományi diplomát is szerzett, illetve tagja lett az időközben megalakuló MSZMP-nek. 1963–1967 között élelmezésügyi miniszterhelyettes, majd 1967-től a MONIMPEX Külkereskedelmi Vállalat vezérigazgatója volt. 1968-tól elnöke volt a Magyar Kereskedelmi Kamara csehszlovák-magyar szekciójának, 1980-tól pedig az INTERINVEST Igazgatótanácsának is. Az 1970-es években az MTK labdarúgó szakosztályának egyik vezetője is volt.

### Kutatható iratanyaga
Miniszterhelyettesi működési időszakából 3,36 iratfolyóméternyi (28 doboznyi és 2 kötetnyi), maradandó értékűnek minősített iratanyaga került az Országos Levéltár, mai nevén Magyar Nemzeti Levéltár Országos Levéltára őrizetébe, ahol az a XIX-K-8-dd törzsszámon kutatható.

### Családja
1949-ben megszületett első gyermeke, Dergács Judit, akit 1952-ben Dergács István, 1958-ban pedig Dergács Mariann követett, utóbbi 1982-ben elhunyt. 1976-ban megszületett első unokája, Teszársz Anna, majd 1978-ban Dergács Kristóf, 1984-ben pedig Landherr Judit. Dédunokáit már nem ismerhette (2007-ben született Tordy-Teszársz Boriska, 2008-ban pedig Dergács Marcell). Unokái, dédunokái is továbbvitték a foci szeretetét, jelenleg is aktív játékos Dergács Marcell.[forrás?]

## Díjai, elismerései
- Munka érdemrend (1955)[6]
- Magyar szabadság érdemrend, bronz fokozat (1957)[7]